# Бухциці
Бухциці (пол. Buchcice) — село в Польщі, у гміні Тухув Тарновського повіту Малопольського воєводства.
Населення — 695 осіб (2011).
У 1975-1998 роках село належало до Тарновського воєводства.

## Демографія
Демографічна структура станом на 31 березня 2011 року:
|          | Загалом | Допрацездатний вік | Працездатний вік | Постпрацездатний вік |
| -------- | ------- | ------------------ | ---------------- | -------------------- |
| Чоловіки | 348     | 77                 | 223              | 48                   |
| Жінки    | 347     | 76                 | 188              | 83                   |
| Разом    | 695     | 153                | 411              | 131                  |